# Drepanocladus capillaceus
Drepanocladus capillaceus là một loài Rêu trong họ Amblystegiaceae. Loài này được (Mitt.) Broth. ex Paris mô tả khoa học đầu tiên năm 1909.